# Habitatge al Passeig, 19 (Vic)
L'Habitatge al Passeig, 19 és una obra de Vic (Osona) protegida com a Bé Cultural d'Interès Local.

## Descripció
Edifici civil. Casa entre mitgeres que consta de PB, cinc pisos i golfes. La PB ha estat molt reformada perquè està destinada a establiment comercial, però els pisos superiors conserven la seva estructura antiga. L'alçada dels pisos decreix del primer al cinquè. El primer presenta una gran balconada amb dos portals i la resta tenen dos balcons que permeten emmarcar un gran esgrafiat que abasta els tres primers pisos, els separa del quart una cornisa així mateix en el cinquè i les golfes.
Els esgrafiats representen motius d'inspiració clàssica, han estat restaurats recentment, per tant l'estat de conservació és bo.

## Història
A principis de S.XVIII per la banda del passeig s'establiren solars, que a poc a poc s'anaven edificant, però la guerra dels Segador de 1655 entorpí el desenvolupament del pla urbanístic que fou traçat definitivament al S.XVIII per J.Morató. La plaça dels Màrtirs queda així com a centre d'un reticulat de carrers entre C/Manlleu, Caputxins i entre el C/Nou i el passeig. La rambla del passeig s'urbanitza tal com la podem veure actualment el 1958.
Aquesta casa s'edificà segurament sobre una casa més antiga al 1940.